# Linea Heihe-Tengchong

Heihe-Tengchong Line

La Linea Heihe-Tengchong, anche nota come Hu Line, è una linea immaginaria che divide obliquamente in parti quasi uguali la Cina.
La linea collega le città di Heihe situata nella Provincia di Heilongjiang in Manciuria nel nord-est della Cina e il paese Tengchong situato nel Sud-ovest della nazione nella Provincia dello Yunnan. Fu tracciata nel 1935 dal geografo cinese Hu Huanyong, che la chiamò "linea di demarcazione geo-demografica". All'epoca comprendeva la Mongolia (a ovest della linea), la cui indipendenza fu riconosciuta dalla Cina solo dopo la seconda guerra mondiale, ma escludeva Taiwan (a est della linea), che la Cina riconosceva come parte integrante del Giappone.
Secondo statistiche del 1935, divide la Cina come segue:
- A ovest, il 4% della popolazione abita il 57% del territorio.
- A est, il 96% della popolazione abita il 43% del territorio.

Secondo statistiche del 2002 la situazione è pressoché identica:
- A ovest, il 6% della popolazione abita il 57% del territorio.
- A est, il 94% della popolazione abita il 43% del territorio.